# Квартирьер
Квартирье́р (нем. Quartiermacher или нем. Quartiermeister (Квартирмейстер) — военнослужащий, направляемый вперёд по пути следования воинского подразделения с целью обследования предполагаемого района размещения и распределения квартир между военнослужащими.
До середины XX века в обязанности квартирьера также входило изучение санитарного состояния района, отношения к армии местного населения, сбор сведений об источниках воды и топлива, наличии и состоянии дорог. Позднее эти обязанности перешли к рекогносцировочным группам.